# Mechanizm odbiorczy
Mechanizm odbiorczy (regulator tkaninowy) – drugi z dwóch mechanizmów krosna, obok mechanizmu zasilającego, odpowiadający za wytworzenie w osnowie odpowiedniego napięcia wstępnego, niezbędnego w procesie tworzenia tkaniny. Mechanizm ten odbiera ze strefy roboczej utworzony element tkaniny i nawija go na wałek tkaninowy. Decyduje również o gęstości wątku w tkaninie. Napięcie wstępne jest to napięcie w nitkach osnowy w stanie spoczynku, kiedy bidło znajduje się w odległości kilku lub kilkunastu milimetrów od krawędzi tkaniny (przed przybiciem wątku) a przesmyk jest zamknięty. W czasie pracy napięcie w nitkach osnowy zmienia się w dość dużych granicach i gwałtownie wzrasta w momencie otwierania przesmyku oraz podczas przybijania wątku do krawędzi tkaniny.

## Budowa
Mechanizm odbiorczy krosna tkackiego składa się z:
- dźwigni jednostronnej z wycinką na dłuższym ramieniu, która wprawiana jest w ruch wahadłowy przez sworzeń zamocowany na jednej z podpór bidłowych. Na krótszym ramieniu zamontowana jest zapadka (lub zespół zapadek) napędzająca. Mechanizm napędzany jest tylko podczas ruchu bidła w kierunku krawędzi tkaniny
- zapadka blokująca - blokuje mechanizm odbiorczy w czasie wstecznego ruchu bidła.
- zapadka kompensacyjna - zezwala na niewielki ruch wsteczny regulatora i krawędzi tkaniny w momencie zerwania się wątku
- koła zapadkowego napędzającego przekładnię redukującą obroty. Jedno z kół przekładni osadzone na wspólnej osi z kołem zapadkowym jest wymienne. Przez wymianę tego koła zmienia się gęstość wątku w tkaninie
- wałka tarkowego - drewniany lub metalowy wałek obłożony taśmą tarkową, która uniemożliwia poślizg tkaniny. Wałek ten jest elementem odbierającym tkaninę, więc kąt opasania wałka przez tkaninę musi wynosić ok. 1800. Kąt opasania można zmieniać w niewielkich granicach przez przemieszczenie tzw. wałka kierunkowego
- wałka tkaninowego - drewniany lub metalowy wałek z wyżłobionym wzdłuż całej długości rowkiem, w którym przy pomocy metalowego pręta zaciskany jest koniec tkaniny.

## Podział
Mechanizmy odbiorcze dzielą się na:
- stałoodcinkowe (pozytywne) – odbierają stałej długości odcinki tkaniny, niezależnie od grubości wątku. Efektem tego odległości między osiami kolejnych wątków, niezależnie od ich grubości, są stałe. Przy przędzy o dużej równomierności prześwity między wątkami są również jednakowe. Przy przędzy nierównomiernej prześwity między wątkami są różne. Mechanizmy tego typu stosowane są na krosnach lniarskich i bawełniarskich oraz krosnach wełniarskich do produkcji tkanin czesankowych
- stałonapięciowe (negatywne) – odbierają odcinki tkaniny o różnej długości zależne od grubości wątku. Efektem działania tego regulatora jest stałe napięcie wstępne osnowy i różne odległości między osiami kolejnych wątków. Bez względu na równomierność przędzy prześwity między wątkami są jednakowe. Mechanizmy tego typu stosowane są na krosnach wełniarskich (kortowych) do produkcji tkanin zgrzebnych
- kompensacyjne – odbierają tkaninę ze strefy roboczej w sposób skokowy. Bidło ma nieco inną konstrukcję. Płocha jest zamocowana w uchylnej ramce, która steruje działaniem regulatora tkaninowego. Przez kilka kolejnych wątków tkanina nie jest odbierana, płocha dobijająca wątek odchyla się przy każdym kolejnym wątku coraz bardziej. Po 3-4 wątkach odchylenie płochy jest na tyle duże, że uruchamia mechanizm odbiorczy. Mechanizmy tego typu stosowane są w krosnach jedwabniczych, gdzie wątek ma bardzo małą grubość i w związku z tym odcinki odbieranej tkaniny są bardzo krótkie, rzędu 0,02 mm.

## Współdziałanie mechanizmów
Sposób rozłożenia wątku w tkaninie i wynikające z tego parametry techniczne i użytkowe tkaniny zależą od współpracy mechanizmów: zasilającego i odbiorczego. Stosuje się trzy typy mechanizmów zasilających:
- hamulce osnowowe
- stałoodcinkowe (pozytywne) regulatory osnowowe
- stałonapięciowe (negatywne) regulatory osnowowe

oraz trzy typy mechanizmów odbiorczych:
- stałoodcinkowe (pozytywne) regulatory tkaninowe
- stałonapięciowe (negatywne) regulatory tkaninowe
- kompensacyjne regulatory tkaninowe

Z mechanizmów tych można zestawić 9 kombinacji, które będą miały wpływ na parametry tkaniny. Nie wszystkie kombinacje mają zastosowanie praktyczne.
Najczęściej stosowane zestawienia i ich zastosowanie:
1. hamulec osnowowy ze stałoodcinkowym mechanizmem odbiorczym – o gęstości wątku w tkaninie decyduje mechanizm odbiorczy. Wielkość podawanego przez mechanizm zasilający odcinka osnowy zależy od siły ciągnącej mechanizmu odbiorczego. Gęstość wątku jest stała. Jest to najczęściej stosowane zestawienie do wszystkich typów tkanin.
2. stałonapięciowy mechanizm zasilający ze stałoodcinkowym mechanizmem odbiorczym – efekt taki sam jak w poprzednim punkcie. Zestawienie bardzo popularne we wszystkich gałęziach tkactwa.
3. stałoodcinkowy mechanizm zasilający ze stałoodcinkowym mechanizmem odbiorczym. Stosowane tylko do tkanin z okrywą (runową lub pętelkową) do podawania osnowy runowej. Do osnowy podstawowej stosuje się kombinację 1 lub 2.
4. hamulec osnowowy ze stałonapięciowym mechanizmem odbiorczym – przy nierównomiernej przędzy gęstość wątku jest zróżnicowana. Prześwity między wątkami są jednakowe. Gęstość wątku zależna jest od napięcia osnowy i reguluje się ją przez zmianę siły hamowania. Stosowana jest na krosnach wełniarskich (kortowych) do produkcji tkanin wełnianych zgrzebnych.
5. stałonapięciowy mechanizm zasilający ze  stałonapięciowym mechanizmem odbiorczym – uzyskane efekty i zakres stosowania podobny jak w punkcie 4.

Z wymienionych kombinacji ze względu na najlepsze uzyskiwane efekty, najczęściej stosowane są pierwsza, druga i czwarta, pozostałe, wyżej nie wymienione, praktycznie nie mają zastosowania.